# Elecciones provinciales de Santa Fe de 1963
Las elecciones generales de la provincia de Santa Fe de 1963 tuvieron lugar el domingo 7 de julio del mencionado año, al mismo tiempo que las elecciones presidenciales y legislativas a nivel nacional. Se realizaron con el objetivo de restaurar las instituciones democráticas constitucionales y autónomas de la provincia tras el golpe de Estado de 1962 que derrocó al gobierno de Arturo Frondizi. Se realizaron con el Partido Justicialista (PJ) proscripto e impedido para presentarse a elecciones, y el presidente Frondizi detenido. Se debía elegir al Gobernador y Vicegobernador, a los 50 escaños de la Cámara de Diputados y a los 19 senadores departamentales, que compondrían los poderes ejecutivo y legislativo de la provincia para el período 1963-1967.
Fueron los primeros comicios en los que se empleó un sistema de representación proporcional por listas para todos los cargos, incluyendo el Senado Provincial, que hasta entonces era elegido por escrutinio mayoritario uninominal con los departamentos como distritos. Para los comicios se dividió a la provincia en tres secciones electorales, en las que se elegían 6, 6 y 7 senadores en forma proporcional.
Con el difícil contexto político nacional, la mayoría de los peronistas y frondicistas optaron por votar en blanco, por lo que el 25.82% del electorado se expresó de tal forma, logrando la primera minoría de votos. Aldo Tessio, de la Unión Cívica Radical del Pueblo (UCRP), obtuvo el 21.97% y 21 electores, ubicándose detrás del voto en blanco. Le siguió Alfonso Aletta de Sylvas, del Partido Demócrata Progresista (PDP), con el 17.45% y 17 electores, y José M. Cisera, de la Unión Cívica Radical Intransigente (UCRI), con el 17.43% y 17 electores. La Unión del Pueblo Argentino (UDELPA), que presentó a José C. Cura, obtuvo el 8.23% y 8 electores, Federico Alassia, del Partido Demócrata Cristiano (PDC), el 6.12% y 6 electores. La participación fue del 89.10% del electorado registrado.
En el plano legislativo, la UCRP obtuvo la primera minoría en ambas cámaras con 16 diputados y 7 senadores. Le siguió la UCRI con 12 diputados y 7 senadores. El PDP, aunque fue el segundo partido más votado, solo obtuvo 4 senadores y empató con la UCRI con 12 diputados. La UDELPA obtuvo 6 diputados y el senador restante. El PDC no obtuvo senadores, pero sí 4 diputados.
El 26 de agosto de 1963 el Colegio Electoral eligió a Aldo Tessio y Eugenio Malaponte con 46 votos, sumando los votos de la Unión Cívica Radical del Pueblo, la Unión Cívica Radical Intransigente y la Unión del Pueblo Argentino.

## Resultados

### Gobernador y vicegobernador
| Fórmula                  | Fórmula                | Partido               | Partido                            | Votos     | %     | Electores |
| Gobernador               | Vicegobernador         | Partido               | Partido                            | Votos     | %     | Electores |
| ------------------------ | ---------------------- | --------------------- | ---------------------------------- | --------- | ----- | --------- |
| Aldo Tessio              | Eugenio Malaponte      |                       | Unión Cívica Radical del Pueblo    | 231.386   | 28,88 | 21/69     |
| Alfonso Aletta de Sylvas | Armando Borgna         |                       | Partido Demócrata Progresista      | 183.741   | 22,93 | 17/69     |
| José M. Cisera           | Miguel Salmén          |                       | Unión Cívica Radical Intransigente | 183.532   | 22,90 | 17/69     |
| José C. Cura             | Javier Gómez Galissier |                       | Unión del Pueblo Argentino         | 86.686    | 10,82 | 8/69      |
| Federico Alassia         | José Cantini           |                       | Partido Demócrata Cristiano        | 64.438    | 8,04  | 6/69      |
| Francisco Landó          | Antonio S. Poncio      |                       | Partido Demócrata                  | 13.934    | 1,74  |           |
|                          |                        |                       | Unión Nacional                     | 12.684    | 1,58  |           |
|                          | René H. Balestra       |                       | Partido Socialista Democrático     | 11.438    | 1,43  |           |
|                          |                        |                       | Partido Socialista Argentino       | 11.147    | 1,39  |           |
|                          |                        |                       | Acción Progresista                 | 2.318     | 0,29  |           |
| Votos positivos          | Votos positivos        | Votos positivos       | Votos positivos                    | 801.304   | 75,81 |           |
| Votos en blanco          | Votos en blanco        | Votos en blanco       | Votos en blanco                    | 251.816   | 23,82 |           |
| Votos nulos              | Votos nulos            | Votos nulos           | Votos nulos                        | 3.887     | 0,37  |           |
| Participación            | Participación          | Participación         | Participación                      | 1.057.007 | 89,71 |           |
| Electores registrados    | Electores registrados  | Electores registrados | Electores registrados              | 1.178.224 | 100   |           |

### Cámara de Diputados
| Partido               | Partido                            | Votos     | %     | Bancas |
| --------------------- | ---------------------------------- | --------- | ----- | ------ |
|                       | Unión Cívica Radical del Pueblo    | 231.356   | 27,86 | 16/50  |
|                       | Partido Demócrata Progresista      | 184.381   | 22,20 | 12/50  |
|                       | Unión Cívica Radical Intransigente | 180.933   | 21,79 | 12/50  |
|                       | Unión del Pueblo Argentino         | 85.563    | 10,30 | 6/50   |
|                       | Partido Demócrata Cristiano        | 64.537    | 7,77  | 4/50   |
|                       | Partido Demócrata                  | 13.936    | 1,68  |        |
|                       | Unión Nacional                     | 12.656    | 1,52  |        |
|                       | Partido Socialista Democrático     | 11.472    | 1,38  |        |
|                       | Justicia Social                    | 11.267    | 1,36  |        |
|                       | Partido Socialista Argentino       | 11.120    | 1,34  |        |
|                       | Partido Laborista                  | 10.087    | 1,21  |        |
|                       | Unión Popular                      | 7.850     | 0,95  |        |
|                       | Partido Independiente Nacional     | 3.131     | 0,38  |        |
|                       | Acción Progresista                 | 1.908     | 0,23  |        |
|                       | Movimiento Frente Nacional         | 237       | 0,03  |        |
| Votos positivos       | Votos positivos                    | 830.434   | 78,50 |        |
| Votos en blanco       | Votos en blanco                    | 223.499   | 21,13 |        |
| Votos nulos           | Votos nulos                        | 3.887     | 0,37  |        |
| Participación         | Participación                      | 1.057.820 | 89,78 |        |
| Electores registrados | Electores registrados              | 1.178.224 | 100   |        |

### Cámara de Senadores
| Partido               | Partido                            | Votos | %   | Bancas |
| --------------------- | ---------------------------------- | ----- | --- | ------ |
|                       | Unión Cívica Radical del Pueblo    |       |     | 7/19   |
|                       | Unión Cívica Radical Intransigente |       |     | 7/19   |
|                       | Partido Demócrata Progresista      |       |     | 4/19   |
|                       | Unión del Pueblo Argentino         |       |     | 1/19   |
|                       | Partido Demócrata Cristiano        |       |     |        |
|                       | Partido Demócrata                  |       |     |        |
|                       | Unión Nacional                     |       |     |        |
|                       | Partido Socialista Democrático     |       |     |        |
|                       | Justicia Social                    |       |     |        |
|                       | Partido Socialista Argentino       |       |     |        |
|                       | Partido Laborista                  |       |     |        |
|                       | Unión Popular                      |       |     |        |
|                       | Partido Independiente Nacional     |       |     |        |
|                       | Acción Progresista                 |       |     |        |
| Votos positivos       |                                    |       |     |        |
| Votos en blanco       |                                    |       |     |        |
| Votos nulos           |                                    |       |     |        |
| Participación         |                                    |       |     |        |
| Electores registrados | Electores registrados              |       | 100 |        |

#### Resultados por circuitos electorales

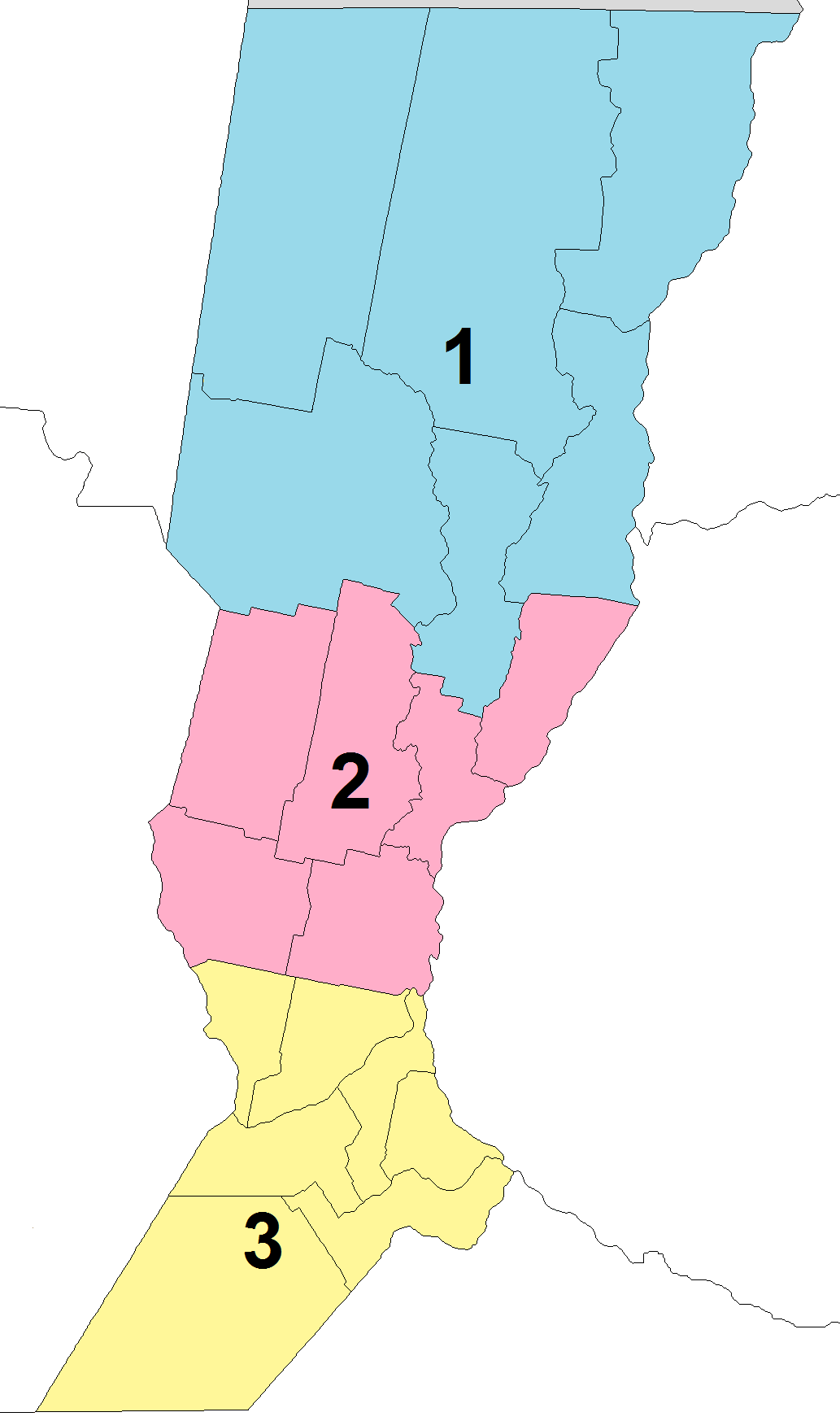
Circuitos electorales de Santa Fe:
1º Circuito
2º Circuito
3º Circuito

| 1º Circuito Electoral 6 Senadores | 1º Circuito Electoral 6 Senadores  | 1º Circuito Electoral 6 Senadores | 1º Circuito Electoral 6 Senadores | 1º Circuito Electoral 6 Senadores |
| Partido/Alianza                   | Partido/Alianza                    | Votos                             | %                                 | Bancas                            |
| --------------------------------- | ---------------------------------- | --------------------------------- | --------------------------------- | --------------------------------- |
|                                   | Unión Cívica Radical Intransigente |                                   |                                   | 3/6                               |
|                                   | Unión Cívica Radical del Pueblo    |                                   |                                   | 2/6                               |
|                                   | Partido Demócrata Progresista      |                                   |                                   | 1/6                               |
|                                   | Unión del Pueblo Argentino         |                                   |                                   |                                   |
|                                   | Partido Demócrata Cristiano        |                                   |                                   |                                   |
|                                   | Partido Demócrata                  |                                   |                                   |                                   |
|                                   | Unión Nacional                     |                                   |                                   |                                   |
|                                   | Partido Socialista Democrático     |                                   |                                   |                                   |
|                                   | Justicia Social                    |                                   |                                   |                                   |
|                                   | Partido Socialista Argentino       |                                   |                                   |                                   |
|                                   | Partido Laborista                  |                                   |                                   |                                   |
|                                   | Unión Popular                      |                                   |                                   |                                   |
|                                   | Partido Independiente Nacional     |                                   |                                   |                                   |
|                                   | Acción Progresista                 |                                   |                                   |                                   |
| Votos positivos                   |                                    |                                   |                                   |                                   |
| Votos en blanco                   |                                    |                                   |                                   |                                   |
| Votos nulos                       |                                    |                                   |                                   |                                   |
| Total de votos                    |                                    |                                   |                                   |                                   |
| 2º Circuito Electoral 6 Senadores |                                    |                                   |                                   |                                   |
| Partido/Alianza                   | Partido/Alianza                    | Votos                             | %                                 | Bancas                            |
|                                   | Unión Cívica Radical Intransigente |                                   |                                   | 3/6                               |
|                                   | Unión Cívica Radical del Pueblo    |                                   |                                   | 2/6                               |
|                                   | Partido Demócrata Progresista      |                                   |                                   | 1/6                               |
|                                   | Unión del Pueblo Argentino         |                                   |                                   |                                   |
|                                   | Partido Demócrata Cristiano        |                                   |                                   |                                   |
|                                   | Partido Demócrata                  |                                   |                                   |                                   |
|                                   | Unión Nacional                     |                                   |                                   |                                   |
|                                   | Partido Socialista Democrático     |                                   |                                   |                                   |
|                                   | Justicia Social                    |                                   |                                   |                                   |
|                                   | Partido Socialista Argentino       |                                   |                                   |                                   |
|                                   | Partido Laborista                  |                                   |                                   |                                   |
|                                   | Unión Popular                      |                                   |                                   |                                   |
|                                   | Partido Independiente Nacional     |                                   |                                   |                                   |
|                                   | Acción Progresista                 |                                   |                                   |                                   |
| Votos positivos                   |                                    |                                   |                                   |                                   |
| Votos en blanco                   |                                    |                                   |                                   |                                   |
| Votos nulos                       |                                    |                                   |                                   |                                   |
| Total de votos                    |                                    |                                   |                                   |                                   |
| 3º Circuito Electoral 7 Senadores |                                    |                                   |                                   |                                   |
| Partido/Alianza                   | Partido/Alianza                    | Votos                             | %                                 | Bancas                            |
|                                   | Unión Cívica Radical del Pueblo    | 123.621                           | 26,76                             | 3/7                               |
|                                   | Partido Demócrata Progresista      | 120.819                           | 26,15                             | 2/7                               |
|                                   | Unión Cívica Radical Intransigente | 68.919                            | 14,92                             | 1/7                               |
|                                   | Unión del Pueblo Argentino         | 53.966                            | 11,68                             | 1/7                               |
|                                   | Partido Demócrata Cristiano        | 38.436                            | 8,32                              |                                   |
|                                   | Partido Demócrata                  | 10.178                            | 2,20                              |                                   |
|                                   | Justicia Social                    | 9.476                             | 2,05                              |                                   |
|                                   | Unión Nacional                     | 8.694                             | 1,88                              |                                   |
|                                   | Partido Socialista Argentino       | 8.317                             | 1,80                              |                                   |
|                                   | Partido Socialista Democrático     | 7.613                             | 1,65                              |                                   |
|                                   | Partido Laborista                  | 7.406                             | 1,60                              |                                   |
|                                   | Partido Independiente Nacional     | 3.056                             | 0,66                              |                                   |
|                                   | Acción Progresista                 | 1.019                             | 0,22                              |                                   |
|                                   | Unión Popular                      | 449                               | 0,10                              |                                   |
| Votos positivos                   | Votos positivos                    | 461.969                           | 74,71                             |                                   |
| Votos en blanco                   | Votos en blanco                    | 153.754                           | 24,87                             |                                   |
| Votos nulos                       | Votos nulos                        | 2.610                             | 0,42                              |                                   |
| Total de votos                    | Total de votos                     | 618.333                           | 100                               |                                   |